# Джо Радді
Джо Радді (англ. Joe Ruddy, 28 вересня 1878 — 11 листопада 1962) — американський плавець і ватерполіст.
Олімпійський чемпіон 1904 року.